# Forrószeg
Forrószeg (Forosig), település Romániában, a Partiumban, Bihar megyében.

## Fekvése
A Király-erdő nyúlványai alatt, a Topa-patak mellett, Tenkétől északkeletre, Magyarcsékétől délnyugatra fekvő település.

## Története
Forrószeg nevét 1508-ban említette először oklevél Forrozeegh néven.
1808-ban Forrószeg, Forroszig, 1913-ban Forószeg néven írták.
Egykor a Thelegdy család birtokai közé tartozott. 1503-ban Thelegdy István kincstartó kapott rá új adománylevelet. Később földesura a váradi káptalan lett, mely itt a 20. század elején is birtokos volt.
1851-ben Fényes Elek írta a településről:
Bihar vármegyében, hegyes vidéken, 289 óhitü lakossal, anyatemplommal, s Hodisel patakkal. Birja a váradi deák káptalan.
1910-ben 418 lakosából 15 magyar, 403 román volt. Ebből 15 görögkatolikus, 387 görögkeleti ortodox, 8 izraelita volt.
A trianoni békeszerződés előtt Bihar vármegye Magyarcsékei járásához tartozott.

## Nevezetességek
Görög keleti temploma – 1781-ben épült.